# Oldenburger Landesturnier
Das Oldenburger Landesturnier ist ein  Reitturnier, das jährlich im Rasteder Schlosspark ausgerichtet wird. Es endet immer am vierten Sonntag im Juli.  Die Disziplinen sind Spring- und Springpferdeprüfungen, Dressur- und Dressurpferdeprüfungen, Vielseitigkeitsprüfungen, Fahrprüfungen und Voltigieren und werden in fünf verschiedene Schwierigkeitsgrade eingeteilt: Eingangsstufe, Anfänger, leicht, mittelschwer und schwer. Geprüft wird nach der Leistungsprüfungsordnung der Deutschen Reiterlichen Vereinigung. Mit über 100 Prüfungen zählt das Turnier zu den umfangreichsten Pferdesportveranstaltungen in Deutschland.
Veranstalter ist der Renn- und Reitverein Rastede.

## Wertungen
Das Oldenburger Landesturnier ist der Austragungsort der Oldenburger Landesmeisterschaften aller Altersklassen in verschiedenen Reitsportdisziplinen. So werden die Landesmeister im Springreiten (Altersklasse Reiter: Wertungsprüfungen bis Klasse S** mit Stechen), Dressurreiten (Altersklasse Reiter: Wertungsprüfungen bis Klasse S*), Vielseitigkeitsreiten (Altersklasse Reiter: Wertungsprüfungen bis Klasse A) und im Gespannfahren (Zweispänner, bis Klasse M) in Rastede ermittelt.
Neben den Landesmeisterschaften finden weitere Prüfungen statt. Höhepunkt der Springreiter ist der Große Preis, eine Springprüfung der Klasse S***, die entweder in einer Siegerrunde oder in einem Stechen entschieden wird. Diese Prüfung ist im Jahr 2013 mit 20.000 € dotiert. 
Die Sieger in dieser Prüfung waren in den letzten Jahren:
| Jahr | Name                        | Pferd         |
| 2000 | Uwe Volmer                  | Leon          |
| 2001 | Markus Merschformann        | Costa Calma   |
| 2002 | Jörne Sprehe                | Lady Weingard |
| 2003 | Franz-Josef Dahlmann        | Carlo Cassini |
| 2004 | Mario Stevens               | Night and Day |
| 2005 | Gerald Geessink             | Diagonal      |
| 2006 | Gerd Sosath                 | Catoki        |
| 2007 | Hartwig Rohde               | Caletta       |
| 2008 | Manuela Schweizer           | Lacorada      |
| 2009 | Hilmar Meyer                | Gavi          |
| 2010 | Alois Pollmann-Schweckhorst | Chacco-Blue   |
| 2011 | Patrick Stühlmeyer          | Chelesio      |
| 2012 | Johannes Ehning             | Appearance    |
| 2013 | Patrick Döller              | Chatinue      |
| 2014 | Florian Meyer zu Hartum     | Toulonia      |
| 2015 | Mario Stevens               | El Bandiata B |

## Geschichte
Nach Verhandlungen mit dem Erbgroßherzog Nikolaus von Oldenburg begann Friedrich von Essen 1948 mit dem Bau einer Reitsportanlage im Rasteder Schlosspark. Am 24. Juli 1949 wurde die neue „Rennbahn“ eingeweiht. In diesem ersten Jahr kamen zum Eröffnungsturnier 20.000 Zuschauer nach Rastede. Im selben Jahr fand am 28. und 29. Juni 1949 in Cloppenburg das 1. Oldenburger Landesturnier statt. 
Im darauf folgenden Jahr organisierten Jan Noordendorp und Friedrich von Essen das 2. Landesturnier, das am 15. und 16. Juli im Rasteder Schlosspark stattfand. Es kamen wieder 20.000 Zuschauer. Das Oldenburger Landesturnier fand ab da jährlich im Rasteder Schlosspark statt. In der folgenden Zeit kamen immer wieder nationale Reitsportgrößen zum Oldenburger Landesturnier, so zum Beispiel 1955 Hans Günter Winkler (der hier auch 1957 mit „Halla“ startete), 1957 Dr. Reiner Klimke und 1960 Fritz und Liselott Linsenhoff. Der erfolgreiche Vielseitigkeitsreiter Otto Ammermann war Stammgast beim Oldenburger Landesturnier. In den achtziger Jahren fand erstmals der (damals mit 10.000 DM ausgeschriebene) Große Preis der Springreiter statt. Auch in den folgenden Jahren war das Oldenburger Landesturnier prominent besetzt, so nahmen bei den Springreitern unter anderem Hartwig Steenken, Alwin Schockemöhle, Paul Schockemöhle, Fritz Ligges, Herbert Meyer, Franke Sloothaak, Michael Rüping, Ludger Beerbaum und Ulrich Kirchhoff teil.
Im Jahr 2008 wurde das Oldenburger Landesturnier zum sechzigsten Mal ausgetragen.